# Li Tong (Wenda)
En aquest nom xinès, el cognom és Li.
Li Tong (168–209) va ser un general militar servint sota el senyor de la guerra Cao Cao durant el període de la tardana Dinastia Han Oriental de la història xinesa. Li anà a servir a Cao que aquest últim estava en guerra amb els senyors de la guerra rivals Liu Biao i Zhang Xiu. Durant la Batalla de la Comandància Nan, Li va atacar a través de les línies de defensa protegit per Guan Yu i reforçat Cao Ren a Jiangling.

## A les arts
A la novel·la històrica de Luo Guanzhong el Romanç dels Tres Regnes, Li va ser derrotat i mort per Ma Chao en un duel durant la Batalla del Pas Tong.